# 西蒙·杨
西蒙·杨（英語：Simon Young，1965年—） 是出生于英国的皮特凯恩群岛政要，历任皮特凯恩副市长、皮特凯恩市长，为首位担任皮特凯恩市长的非皮特凯恩岛民。

## 个人生平
西蒙·杨出生于北约克郡皮克林，曾在英国皇家空军服役十年。 1992年，西蒙·杨参观皮特凯恩岛。7年后，他便同其美国妻子雪莉永久搬到此处， 成为第一批与该岛没有任何关联的入籍者。 移居皮特凯恩后，他曾担任该岛报纸《皮特凯恩杂集》的编辑 以及皮特凯恩岛护岛人。 
2009年，西蒙·杨参加了副市长选举，并在决选中以21票对19票击败杰伊·沃伦（Jay Warren）当选，成为第一位担任该职位的非本地人。 随后，他参与2013年的市长选举，于前两轮投票中同两位候选人打成平手。只是他在第三轮投票中，以一票之差输给了肖恩·克里斯坦。 后来他在岛屿委员会任职，担任该岛的裁判官。 
2022年，西蒙·杨在市长选举中以19票对16票获选，成为首位非本地出身的皮特凯恩市长。  